# Anna Miranda i Torres
Anna Miranda i Torres (Lleida, Segrià, 15 de juliol de 1961) és una metgessa i política catalana, diputada al Parlament de Catalunya en la VII, VIII i IX Legislatures.

## Biografia
Llicenciada en medicina i cirurgia per la Universitat de Barcelona i agent de la propietat immobiliària pel Ministeri de Foment. Metgessa inspectora per oposició (1987), ha exercit diverses funcions directives a l'Institut Català de la Salut (ICS) i al Servei Català de la Salut (1992-1999) a Lleida. És vocal de la Junta del Cercle d'Economia de Lleida, membre del Col·legi Oficial de Metges de Lleida i, des del 2003, presidenta del Comitè Executiu Nacional de la Unió de Dones.
Afiliada a Unió Democràtica de Catalunya (UDC) des del 1991, és membre del Comitè Executiu Local d'UDC a Lleida del 1992 ençà, n'ha estat també vicepresidenta (1992-1994), presidenta (1994-1999), vicepresidenta de la Comissió Sectorial de Sanitat d'UDC de Lleida (1994-1999), membre del Comitè Executiu Intercomarcal d'UDC de les Terres de Lleida des del 1994, n'és Secretària General des del 2002. Presidenta del Comitè Executiu Comarcal d'UDC del Segrià (1999-2002) i consellera nacional d'UDC (des del 1994).
Consellera general de la Unió de Regidors (2001-2003), vicepresidenta segona de la mesa del Consell Nacional de la federació de Convergència i Unió (CiU) des del 2002. Va ser suplent per UDC a la Cambra del Senat d'Espanya a les eleccions generals espanyoles de 1993. Ha estat delegada territorial del Departament de Treball de la Generalitat de Catalunya a Lleida (1999-2002), regidora per Convergència i Unió (CiU) de la Paeria de Lleida (1999-2003) i sotsdirectora general per Afers Laborals i d'Ocupació de la Delegació Territorial de Govern de la Generalitat de Catalunya a Lleida durant l'any 2003. Diputada al Parlament entre 2003 i 2006, quan fou Secretària Primera de la Mesa del Parlament, continua sent parlamentària en la següent legislatura (2006-2011).